# Watertoren (Zaandam)
De watertoren in Zaandam is gebouwd in 1880 in het fabrieksgebouw van Verkade.
De watertoren staat aan de Westzijde 103 en is uitgeroepen tot rijksmonument.
Aalsmeer ·
Alkmaar ·
Amsterdam
(Westergasfabriek ·
Nieuwer-Amstel ·
Watergraafsmeer ·
Sloten ·
Spaklerweg ·
Amstelveenseweg ·
Waterkeringweg) ·
Assendelft ·
Bennebroek
(Vogelenzang) ·
Bussum ·
Castricum ·
Den Helder
(Oude ·
Nieuwe) ·
Egmond aan Zee ·
Heemstede ·
Hilversum
(Oude ·
Nieuwe) ·
Hoogkarspel ·
Hoorn ·
IJmuiden
(Dokweg ·
Evertsenstraat) ·
Kwadijk ·
Laren ·
Ouderkerk aan de Amstel ·
Overveen ·
Weesp ·
Wieringerwaard ·
Wormer
(Hollandia ·
Van Gelder) ·
Wormerveer ·
Zaandam ·
Zandvoort
(Oude ·
Nieuwe)